# Charles Pélissier
Charles Pélissier (Paris, 20 de fevereiro de 1903 – Paris, 28 de maio de 1959) foi um ciclista francês. Charles era o pequeno dos quatro irmãos Pélissier. 

## Palmares
1926
- Campeão de França de Ciclocross

1927
- Campeão de França de Ciclocross
- 2º no Campeonato de França em Estrada

1928
- Campeão de França de Ciclocross

1929
- 1 etapa do Tour de France

1930
- 8 etapas do Tour de France
- 2º no Campeonato de França em Estrada

1931
- 5 etapas do Tour de France

1933
- Critérium de As

1935
- 2 etapas do Tour de France

## Resultados no Tour de France
- 1929 : 28º c de uma etapa
- 1930 : 9º vencedor de oito etapas
- 1931 : 14º vencedor de cinco etapas
- 1933 : abandono
- 1934 : abandono
- 1935 : 13º vencedor de duas etapas

## Ligações internas
- Henri Pélissier
- Francis Pélissier